# William Willcocks
Pour les articles homonymes, voir Willcocks.
Sir William Willcocks (27 septembre 1852, Inde – 28 juillet 1932, le Caire, Égypte) était un ingénieur civil britannique à l'apogée de l'Empire Britannique. Il était ingénieur en irrigation, et il a proposé et construit le premier barrage d'Assouan, d'une taille qui n'avait jamais été tentée auparavant. Plus tard, il a réalisé d'autres grands projets d'irrigation en Afrique du Sud et dans les régions arabes de l'Empire Ottoman à l'époque de son déclin.

## Biographie
Willcocks était l'un des quatre fils d'un ingénieur britannique posté à Roorkee pour les travaux du canal du Gange. Il est diplômé du Collège Thomason de génie civil, Roorkee en 1872, et il rejoint le Département des Travaux Publics indien la même année. À la suite de l'invasion et de l'occupation britannique en Égypte, il commence à travailler avec le très ancien ministère des Travaux Publics égyptien en 1883. Il a servi comme directeur général de réservoirs pour l'Égypte, quand il termine ses études et projets en 1896 pour construire le barrage du Bas Assouan, le premier véritable réservoir de stockage sur le fleuve. Il en supervise la construction de 1898 jusqu'à son achèvement en 1902. Il a également conçu et construit un autre barrage sur le Nil, le barrage d'Assiout, également achevé en 1902. Plus tard, il devient président de la compagnie des eaux du Caire et de la Land Allotments Company anglo-égyptienne qui a joué un rôle dans l'urbanisation du quartier Zamalek (alors connu comme la Gezireh), au début du XXe siècle. L'une des rues du Caire a été nommée Willcocks en son nom honneur. Il quitte son poste en Égypte, en 1897, et quatre ans plus tard, il est invité en Afrique du Sud. Avec la fin de la Guerre des Boers, il est invité à examiner la possibilité de projets d'irrigation dans le Transvaal et dans la colonie de la rivière Orange. Une partie de son projet a été mis en œuvre et pour cela, il lui a été accordé le titre de KCMG.
Plus tard, il devient chef de l'irrigation pour le gouvernement turc ottoman, pour ce qui était alors la plus grande zone turc d'Arabie. Il a dessiné les premières cartes précises de la région, qui ont par la suite été d'une grande aide pour les forces expéditionnaires britanniques en 1914, et à nouveau en 1915. En 1911, il a proposé que l'eau soit amenée à l'ancienne région de Chaldée, dans le sud de la Mésopotamie. Le barrage de Hindiya, par conséquent, fut construit sur l'Euphrate, près de l'ancienne Babylone, portant à 3 500 000 acres (14 200 m2) la superficie irriguée. Il a travaillé sur des projets d'irrigation en Roumanie, peu de temps avant le déclenchement de la Première Guerre mondiale, et encore une fois fin de 1928, au Bengale, où il avait reçu sa première formation.
En janvier 1921, un procès lui est intenté pour un an par la juridiction consulaire de la Cour de l'Égypte sur une accusation de sédition et de diffamation criminelle, compte tenu des déclarations faites par lui sur la fiabilité des données concernant l'irrigation du Nil publiées par Murdoch Macdonald, conseiller du ministère égyptien des Travaux Publics. Il est déclaré coupable le 11 mars, et le 16 avril il est mis à l'épreuve pour un an.
Il est décédé à l'hôpital anglo-américain du Caire,.